# Ту-143
Ту-143 «Рейс» (по кодификации НАТО ADV-1) — советский разведывательный беспилотный летательный аппарат (БПЛА).
Предназначен для ведения тактической маловысотной разведки в прифронтовой полосе путём фото- и телеразведки площадных целей и отдельных маршрутов, а также наблюдения за радиационной обстановкой по маршруту полёта. Входит в состав комплекса ВР-3.

## История создания и производства
30 августа 1968 года вышло постановление Совета Министров СССР № 670—241 с заданием на разработку нового беспилотного комплекса тактической разведки «Рейс» (ВР-3) и входящего в него беспилотного самолёта-разведчика «143». Комплекс создавался на базе только что разработанного БПЛА ВР-2 «Стриж», в виде его облегчённой и уменьшенной версии. Работами по комплексам «Рейс» и «Рейс-Д» в ОКБ Туполева руководил Главный конструктор Г. М. Гофбауэр, а после его смерти Главный конструктор Л. Т. Куликов.
В декабре 1970 года состоялся первый успешный полёт нового БПЛА. В 1972 году начались совместные государственные испытания (СГИ), которые закончились с успешными результатами в 1976 году, после чего комплекс «Рейс» был принят на вооружение. Производство комплекса началось с изготовления опытной партии в количестве 10 единиц в 1973 году на вертолётном заводе г. Кумертау.
Применение комплекса отрабатывалось в 4-м Центре боевого применения ВВС.
Всего разведывательных БПЛА типа Ту-143 было выпущено 950 штук. Серийное производство было прекращено в 1989 году.

## Описание конструкции
БПЛА изготовлен по схеме «бесхвостка», с треугольным крылом в задней и дестабилизатором в передней части фюзеляжа, а также вертикальным оперением в виде киля. Двигатель находился в задней части фюзеляжа, а его воздухозаборник — сверху фюзеляжа впереди киля (канал проходил внутри фюзеляжа). Фюзеляж круглого сечения выполнен из алюминиевых сплавов АМГ-6, Д-16 и композитных материалов. В передней части фюзеляжа находится аппаратура, в средней части — топливный бак, в задней — силовая установка. Конструктивно-технологически фюзеляж состоит из 4 отсеков: Ф-1, Ф-2, Ф-3 и Ф-4.
Отсек Ф-1 был полностью съёмным и выпускался в двух вариантах — для фоторазведки или же для телевизионной разведки, причём возможно было несколько менять состав оборудования. Отсек выполнялся из стеклопластика и имел окно (фотолюк) для объективов соответствующей аппаратуры. Он крепился болтами по контуру к шпангоуту № 3 фюзеляжа, а его передняя часть опиралась на передний конец стержневой рамы отсека.
Отсек Ф-2 служил для размещения аппаратуры управления и системы электроснабжения. Отсек Ф-3 служил топливным баком, внутри которого проходил канал от верхнего воздухозаборника к двигателю. Также в нём были установлены: топливный насос, топливный аккумулятор, противоперегрузочное устройство и гидронасос. Внутри отсека устанавливался маршевый двигатель типа ТРЗ-117 с коробкой агрегатов. Двигатель соединялся с воздухозаборником с помощью приставки, конструктивно выполнявшейся заодно с маслобаком.
Отсек Ф-4 это гондола двигателя ТРЗ-117. Двигатель представляет собой специальную короткоресурсную модификацию турбовального двигателя ТВ3-117, широко использующегося в качестве силовой установки отечественных вертолётов. Гондола в верхней части переходит в парашютный контейнер и вертикальное оперение. В парашютном контейнере находился посадочный парашют, а в его сбрасываемом коке — тормозной парашют. Под парашютным контейнером в специальном обтекателе, сбрасываемом вместе с коком, располагались пирозамки узлов отцепки тормозного парашюта и перецепки посадочного парашюта. Под фюзеляжем находился стартовый твердотопливный ускоритель типа СПРД-251.
Посадочное устройство состояло из трёхопорного шасси пяточного типа, выпускаемого при посадке. Передняя опора убиралась в отсек Ф-2, две основные опоры — внутрь консолей крыла. Поступательная горизонтальная скорость гасилась с помощью тормозного парашюта, вертикальная посадочная — с помощью посадочного парашюта и тормозного твердотопливного двигателя, срабатывавшего по касанию крыльевых щупов тормозной системы БПЛА.
Система управления состояла из программируемой автоматической бортовой системы управления АБСУ-143, которая выдавала сигналы управления на три гидравлические рулевые машины РМ-100. Давление в гидросистеме создавалось гидронасосом «465П».
АБСУ-143 состояла из автопилота АП-143, доплеровского измерителя скорости и угла сноса ДИСС-7, вычислителя В-143, радиовысотомера малых высот А-032 и блока ввода высоты БВВ-1. Система обеспечивала устойчивый прямолинейный полёт, маневрирование на маршруте в соответствии с заложенной программой, возвращение и выполнение процедуры посадки БПЛА.
Разведывательное оборудование размещалось в сменной носовой части. Предусматривалось два варианта аппаратуры — фотографической или телевизионной. При ведении разведки с помощью телевизионной аппаратуры информация передавалась по радиоканалу на землю, при установке контейнера с фотоаппаратурой требовалась обработка фотоматериалов по возвращении БПЛА. Также на оба варианта могла монтироваться аппаратура радиационной разведки, которая также передавала информацию по радиоканалу.
Телевизионная разведывательная аппаратура — И-429Б «Чибис-Б», фотооборудование состояло из панорамного аэрофотоаппарата ПА-1 с запасом аэрофотоплёнки 120 метров. Радиационная разведка осуществлялась с помощью аппаратуры «Сигма-Р».

## Эксплуатация
На вооружении каждой эскадрильи было по 12 разведывательных БПЛА Ту-143, четыре пусковых установки, а также имелись средства подготовки, обеспечения старта, посадки и эвакуации разведчиков, командный пункт, узлы связи, пункт обработки и дешифрирования развединформации, ТЭЧ, где хранились самолёты-разведчики последующих стартов. Основные средства комплекса были мобильны и перебрасывались с помощью штатных транспортных средств. Каждая эскадрилья представляла собою отдельную воинскую часть.
Применение БПЛА обеспечивалось средствами стартовой позиции, в состав которой входили две машины на базе тягачей БАЗ-135МБ:
- самоходная пусковая установка СПУ-143
- транспортно-заряжающая машина ТЗМ-143

Операции по оперативному и периодическому техническому обслуживанию БПЛА Ту-143 производились на технической позиции. В её состав входили контрольно-проверочные станции КИПС-1, КИПС-2 и источник питания АПА-50М (электростанция на базе ЗиЛ-131), входившие в контрольно-проверочный комплекс КПК-143; набор мобильных средств заправки самолёта энергоносителями (топливо, воздух, масло и т. д.), автокран, пожарные и грузовые автомобили. Поставка и хранение БПЛА Ту-143 осуществлялись в контейнерах.
Для посадки БПЛА готовилась посадочная площадка с размерами не менее 700×700 метров, к которой имелись подъездные пути для ТЗМ-143 и лаборатории сбора материалов.
Пункт приема, обработки и дешифрирования разведывательной информации ПОД-3 обеспечивал оперативное получение разведывательной информации и передачу её в войсковые каналы связи потребителям. ПОД-3 включал в себя лаборатории обработки и дешифрирования фотоматериалов, лабораторию приема и регистрации данных телевизионной или радиационной разведки, передаваемых по радиолинии с борта БПЛА, лабораторию сбора материалов и автономную электростанцию ЭСД-30.
Взаимодействие и боевая работа составных элементов комплекса осуществлялась следующим образом и в следующей последовательности:
БПЛА находится на длительном хранении, носовой контейнер с разведывательной аппаратурой, ДИСС-7, В-143 законсервированы, упакованы и уложены в транспортную тару-контейнеры. Расконсервация производилась силами технической позиции, там же происходили автономные и совместные проверки бортового оборудования и систем.
БПЛА полностью снаряжался и готовился к применению, включая установку пиропатронов в агрегаты системы посадки. Проводилась заправка расходными материалами и комплексная проверка. В транспортном положении БПЛА Ту-143 в СПУ-143 и на ТЗМ-143 размещался на опорах. На ТЗМ-143 БПЛА Ту-143 перевозился с отстыкованным стартовым ускорителем СПРД-251, а в СПУ-143 с состыкованным СПРД-251.
Аппаратура «Квадрат» выводила пусковую установку в заданную точку с определённой точностью на стартовую позицию. Заранее подготовленная программа полета вводилась непосредственно перед стартом в бортовой блок ввода данных БВД-1.
Предстартовая проверка проводилась боевым расчетом, размещавшимся в кабине СПУ-143, в течение 15 минут. После выдачи сигнала готовности запускался маршевый двигатель и шла команда на «Старт». Подрывались пиропатроны СПРД-251 и БПЛА стартовал под углом 15 градусов к горизонту. Безопасное отделение СПРД-251 обеспечивалось специальным отрывным двигателем, срабатывавшим по падению давлению газов в стартовом ускорителе.
На участке выхода БПЛА на маршевый участок АБСУ-143 обеспечивала разгон с набором высоты согласно введенной программе. На протяжении всего полета, начиная с момента старта, АБСУ обеспечивала стабилизацию относительно центра масс, а также постоянное счисление пройденного пути и управление по углу сноса. Кроме выдерживания запрограммированной траектории полета, АБСУ выдавала в разведывательные системы и в системы посадки следующие данные и команды:
- пройденный путь от точки старта;
- значение заданной высоты полета;
- значение текущей геометрической высоты полета;
- команды на включение и выключение разведаппаратуры;
- команду на останов маршевого двигателя при достижении заданной дальности;
- команду на запуск программного механизма системы посадки.

В процессе полёта проводилась либо непрерывная фотосъёмка, либо передавалась на землю телевизионная картинка местности. Интервалы фотографирования (скорость фотосъёмки) регулировались автоматически, в зависимости от высоты полёта по командам от АБСУ. Для привязки изображения к местности одновременно с видеосигналом передавались поступавшие от АБСУ метки дальности. Весь разведывательный полёт выполнялся только днём и на малых высотах — от 200 до 1000 метров над рельефом местности, продолжительность полёта составляла 13 минут. По окончании полёта БПЛА возвращался в точку приземления.
Посадка выполнялась в два этапа: останов двигателя, предполетный манёвр («горка») и собственно посадка с помощью двухкаскадной парашютно-реактивной системы и шасси. Предполётный манёвр выполнялся с целью создания условий для ввода в действие тормозного парашюта, который выпускался при снижении скорости в конце «горки». На 11 секунде после ввода тормозной парашют сбрасывался и вводился в действие посадочный парашют, который переводил БПЛА Ту-143 в режим вертикального снижения. По сигналу программного механизма системы посадки происходила последовательная перецепка посадочного парашюта, выпуск щупов и шасси. БПЛА переводился в горизонтальное положение и снижался на парашюте до момента касания земли щупами. При касании земли щупами срабатывал твердотопливный тормозной двигатель мягкой посадки и вертикальная скорость снижения уменьшалась с 6 м/с до 2 м/с. В момент касания земли при обжатии амортизаторов опор шасси отстреливался посадочный парашют и тормозной двигатель, этим предотвращалось опрокидывание БПЛА за счет парусности парашюта.
Далее производился поиск места посадки, изъятие разведывательной информации и доставка БПЛА для последующей подготовки к повторному использованию. Время подготовки к повторному использованию — до 4 часов.

## ЛТХ
- Размах крыла — 2,24 м
- Длина — 8,06 м
- Высота — 1,545 м
- Площадь крыла — 2,90 м²
- Масса — 1230 кг
- Тип двигателя — ТРД ТРЗ-117
- Тяга — 1×640 кгс
- Ускоритель — СПРД-251
- Крейсерская скорость — 950 км/ч
- Практическая дальность действия — 180 км
- Время полёта — 13 мин.
- Практический потолок — 1000 м
- Минимальная высота полёта — 10 м

## Модификации
| Название модели | Краткие характеристики, отличия.                                                                                            |
| --------------- | --- |
| М-143           | Беспилотный самолёт-мишень; предназначен для имитации полёта аэродинамических, в том числе крылатых ракет, воздушных целей. |
| Ту-143          | Базовая модификация разведывательного БПЛА.                                                                                 |
| Ту-243          | Модернизированный аппарат с новой разведывательной аппаратурой.                                                             |

## Боевое применение
- Афганская война (1979—1989)
- Ливанская война (1982).

- В 1985 году сирийский БПЛА комплекса ВР-3 «Рейс» был сбит над Ливаном израильским истребителем F-16.

- Вооружённый конфликт на востоке Украины.

В апреле 2014 года Вооружённые силы Украины расконсервировали беспилотники и провели их испытания. 1 августа 2014 года в районе города Шахтёрска один из украинских БПЛА был, по одной версии, сбит сторонниками Донецкой Народной Республики, по другой — совершил посадку в незапланированной точке.

## Сохранившиеся экземпляры
| Модификация | Бортовой номер | Местонахождение                                                          | Изображение |
| ----------- | -------------- | ------------------------------------------------------------------------ | ----------- |
| Ту-143      | 424            | Государственный музей авиации (Киев)                                     |             |
| Ту-143      |                | Музей оружия и военной техники Спадщанского леса                         |             |
| Ту-143      | н/д            | г. Хмельницкий, возле входа в в/ч А 3808                                 |             |
| Ту-143      | 235            | Военно-исторический музей Воздушных сил Вооружённых Сил Украины, Винница |             |
| Ту-143      | н/д            | Технический музей имени Г. К. Сахарова, Тольятти                         |             |
| Ту-143      | 8219           | Музей авиации, Чехия, г. Прага                                           |             |
| Ту-143      | 101213         | Военно-патриотический парк культуры и отдыха ВС РФ «Патриот», (Кубинка)  |             |

## На вооружении

### Состоит на вооружении
- Украина — на вооружении, некоторое количество израсходовано в ходе учений в качестве воздушных мишеней[10][11].
- Россия — некоторое количество Ту-143 в войсках на 2016 год[12] и некоторое количество воздушных мишеней М-143, по состоянию на 2011 год[1].
- Беларусь — в 2009 году закуплено 50 единиц у Украины[13].

### Состоял на вооружении
- СССР — состоял на вооружении вплоть до распада страны в 1991 году.
- Чехословакия — две эскадрильи приняты на вооружение в 1984 году[3].
  -  Словакия
  -  Чехия — сняты с вооружения в 1995 году.
- Ирак — приняты на вооружение в 1982 году[3].
- Сирия — приняты на вооружение в 1982 году[3].
- Болгария
- Румыния — приняты на вооружение в 1982 году[3].